# Suzuki Alto
La Suzuki Alto è una piccola vettura utilitaria presentata per la prima volta dalla casa giapponese Suzuki nel 1979 e che è stata prodotta in nove serie principali.

## Contesto
Il progetto originale è stato studiato per poter godere delle notevoli agevolazioni fiscali di cui godono in Giappone le vetture Keicar; le relative regole indicano che le dimensioni esterne non devono superare i 3,4 m e limitano anche la cilindrata del motore a 660 cm³.
Successivamente le versioni destinate all'esportazione sono state equipaggiate con dei propulsori di cilindrata superiore e, in alcuni casi, presentano anche delle dimensioni esterne maggiorate.
Le vetture importate in Europa, a partire dalla seconda serie, vengono prodotte in India nello stabilimento della Maruti e vengono, su quel mercato, vendute direttamente con il marchio Maruti.

## Prima e seconda serie (1979-1988)
Il nome Alto è stato utilizzato per la prima volta da Suzuki per la versione a 3 porte furgonetta dell'autovettura già in produzione da alcuni anni, la Fronte che era già alla sua quarta generazione. Inizialmente era disponibile anche con un motore a due tempi 3 cilindri da 539 cm³ di derivazione motociclistica, oltre che con quello a 4 tempi monoalbero da 543 cm³, sempre a tre cilindri. Dal 1981 venne anche resa disponibile una versione a trazione integrale e successivamente anche la 5 porte. Progressivamente l'Alto venne riutilizzata e adottò anche il divano posteriore per essere omologata come una 4 posti in modo da sostituire la Fronte in seguito ad un calo delle richieste. Venne esportata in pochi mercati asiatici ed in Australia sotto il nome di Suzuki Hatch. La prima serie di Alto è stata prodotta dal maggio 1979 al maggio 1984. La carrozzeria era lunga 3,195 metri, larga 1,395 mentre l'altezza variava dai 1,335 metri della trazione anteriore fino ai 1,350 metri della versione a trazione integrale. Il design riprendeva alcuni tratti stilistici della produzione Suzuki dell'epoca in modo da rafforzare l'immagine della casa che offriva dei prodotti ben riconoscibili.
Nel 1983 iniziarono anche le vendite sui mercati esteri, con motore da 796 cm³, mentre nel 1984 venne resa disponibile la seconda serie, con un interasse aumentato di 2 centimetri. Le modifiche dei propulsori videro l'aggiunta di una versione sovralimentata nel 1985 e di quella bialbero l'anno successivo. Da questa versione venne resa anche disponibile la configurazione a 5 porte e iniziò la fabbricazione su licenza in Cina e in India, sempre con motorizzazioni di cubatura aumentata rispetto a quelle del paese di origine.

## Terza serie (1988-1993)

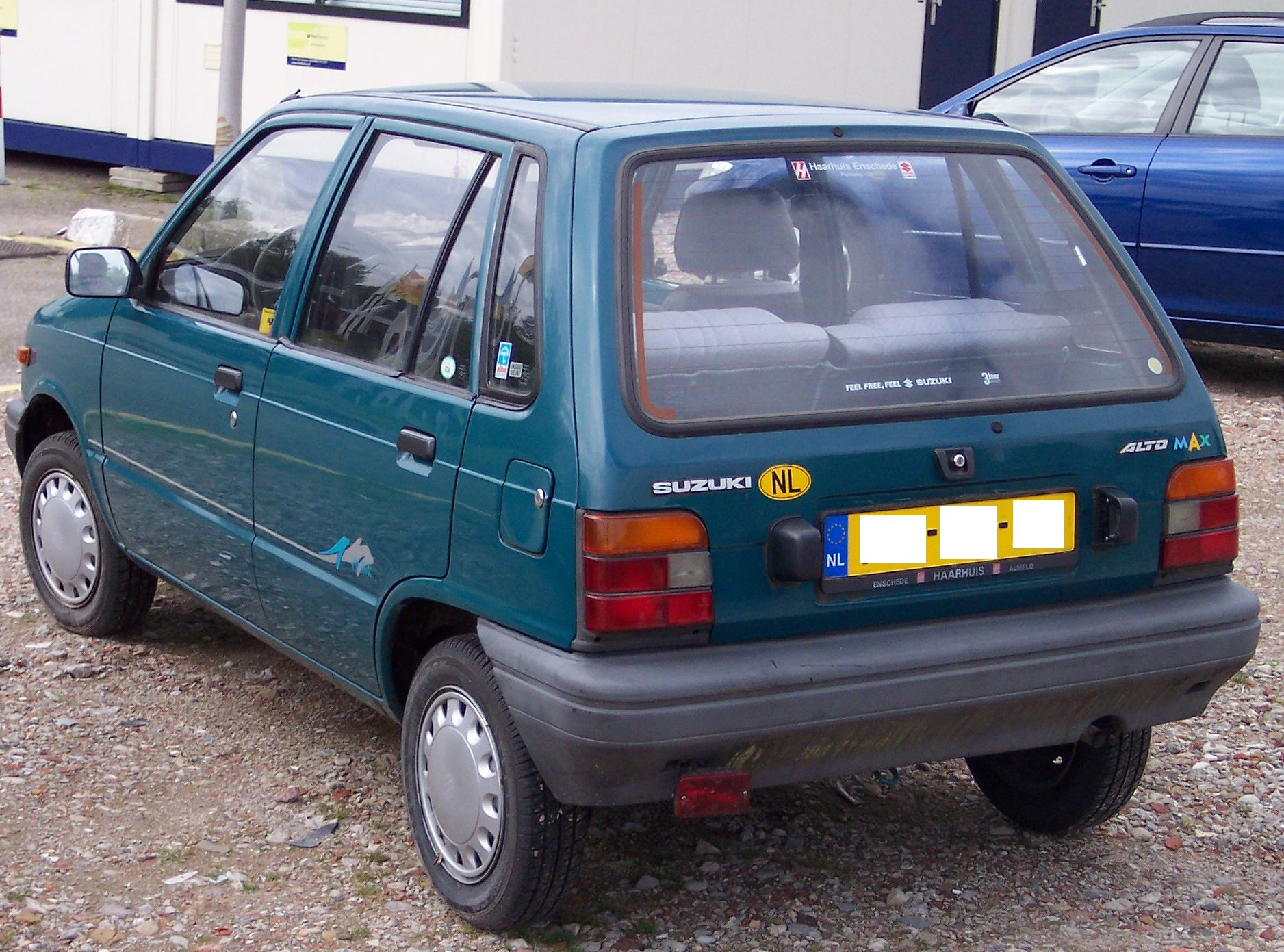
Vista posteriore della Maruti 3ª serie

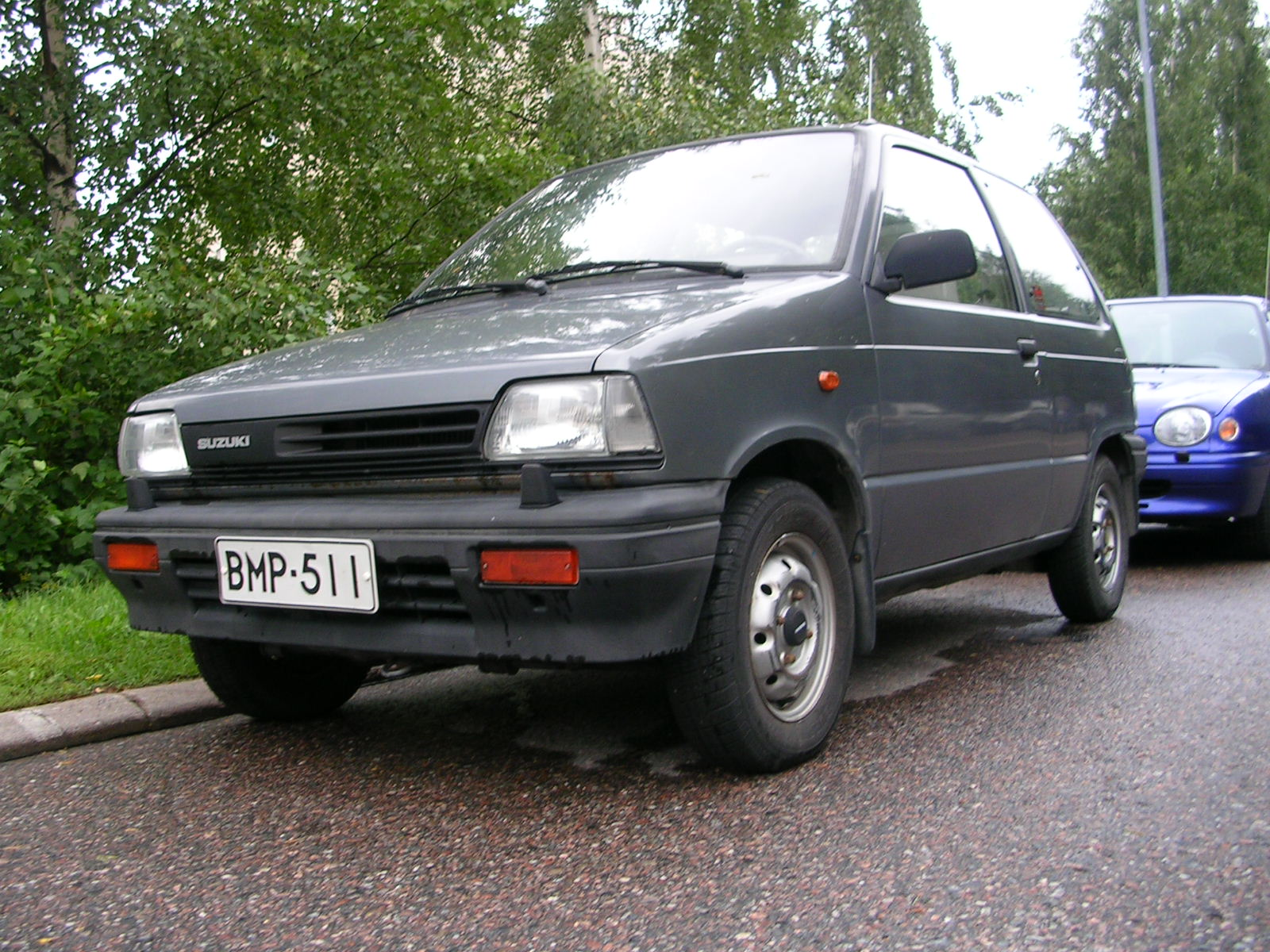
La Suzuki Alto terza serie

La terza serie, presentata nel 1988, presentava un interasse ulteriormente ampliato a 233,5 cm e, fino all'introduzione delle nuove regole nel 1990, era equipaggiato di un motore da 547 cm³. Non appena la cosa fu possibile, venne presentata una nuova versione di propulsore, con cilindrata aumentata a 657 cm³, sempre nella classica configurazione a tre cilindri. Contemporaneamente Suzuki ritirò dal mercato anche la Fronte.
Venduta in Italia come Suzuki Maruti 800 e solo nella versione a 5 porte (all'estero era disponibile anche con sole 3), era equipaggiata con un motore 800 cm³ a 3 cilindri che sviluppava una potenza di 45 cavalli.
Sul mercato indiano (insieme alla seconda serie), è stata per molti anni tra le auto più vendute e fino almeno al 2009, viene prodotta come Maruti 800.
In Corea del Sud, Polonia, Romania e Uzbekistan era invece venduta come Daewoo Tico.

## Quarta e quinta serie (1994-2003)

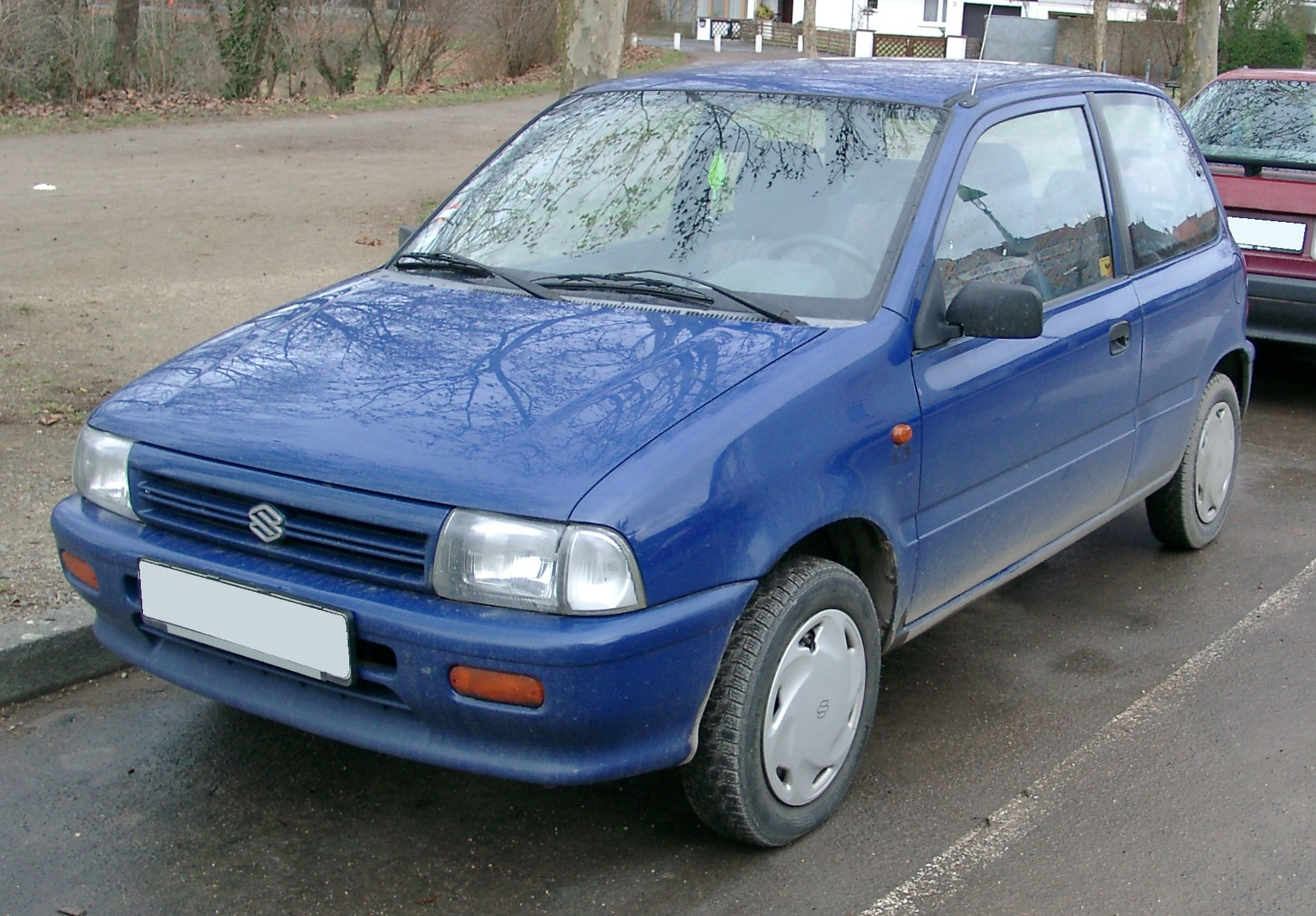
Suzuki Alto 4ª serie

La quarta e la quinta serie sono praticamente uguali, le uniche differenze consistono nella mascherina anteriore leggermente più estesa sulla 5ª. Soltanto per le vetture prodotte in Giappone (vendute anche con marchio Mazda) si notano i cambiamenti concentrati nella linea della carrozzeria. Dal 2000 iniziò anche la commercializzazione in India delle due versioni affiancate, la "vecchia" 800 e la "nuova" Maruti Alto.
Disponibile sia a 3 e 5 porte sono equipaggiate con un motore 4 cilindri di 1 litro (993 centimetri cubi) che sviluppava una potenza di 54 CV (39,7 KW). Secondo la casa toccava i 150 km/h ed era in grado di percorrere 17,5 km/l nel ciclo misto.
Proposta in due allestimenti sul mercato italiano: standard e de luxe. Gli optional erano solo il climatizzatore (che costava 1.515.000 Lire), di serie sulla de luxe e la vernice metallizzata (257.000 Lire). 
Il serbatoio aveva una capacità di 35 litri mentre il volume del bagagliaio andava da 175 a 850 litri. Il cambio era un manuale a 5 rapporti mentre nei paesi esteri era disponibile anche un automatico a 4 rapporti.
Dal 2002 venne resa disponibile in Giappone una versione monovolume denominata Alto Lapin basata su una meccanica nuova. La Alto Lapin è lunga 3,40 metri.

## Sesta serie (2002-2008)

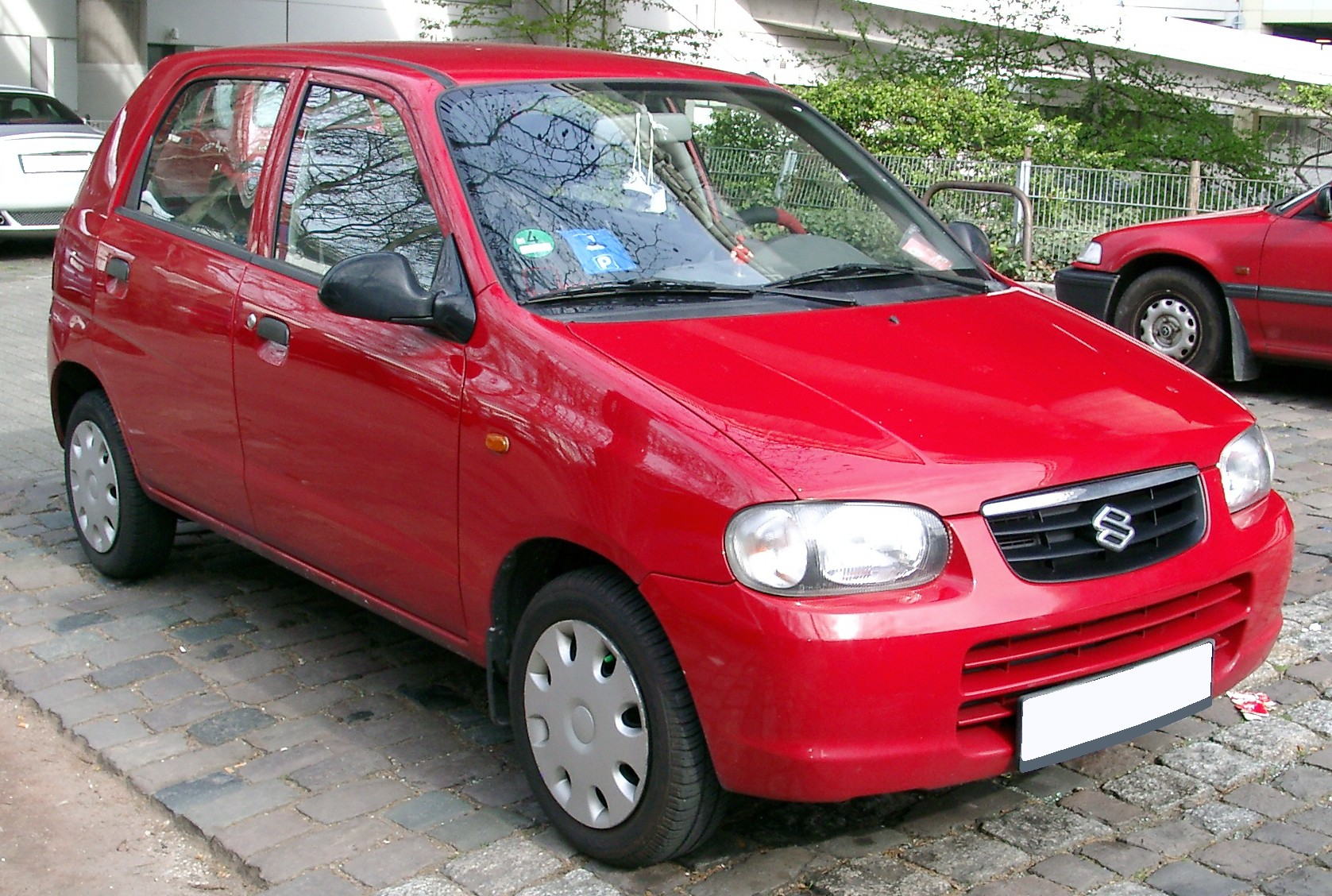
Suzuki Alto 6ª serie

La Sesta serie è stata presentata nel marzo 2002 e venduta in Italia a partire dal settembre 2002 fino al 2007. Prodotta in India dalla Maruti-Suzuki, il motore era un nuovo 1.1 (1061 centimetri cubi) 4 cilindri con 16 valvole, che sviluppava 63 cavalli (46 kW). Questa sesta generazione è caratterizzata dalle sole 5 porte della carrozzeria. Il pianale era il medesimo delle serie precedenti.
All'inizio era proposta in un unico allestimento (1100 DX) poi sostituito da una gamma composta da due versioni (Alto ed Elegance). Era dotata di numerosi accessori di serie come l'ABS e gli airbag frontali, e, solo sulla versione di punta, anche il climatizzatore. La percorrenza dichiarata dalla casa corrisponde a 20 km/l nel ciclo combinato.
Tra i suoi difetti, si segnala un alleggerimento dello sterzo all'aumentare della velocità e un certo impuntamento della leva del cambio che spesso rende difficoltoso l'inserimento delle marce.
L'auto è stata costruita su licenza in varie nazioni come il Pakistan e la Cina, solo per rimanere nel continente asiatico, ed è conosciuta anche come Pak Alto e Jiangnan Alto, oltre che come Maruti Alto. La versione giapponese era simile all'indiana ed era venduta anche dai brand Mazda e Nissan.
Nel febbraio 2008 la sesta serie ha toccato quota 1.000.000 di esemplari prodotti.

## Settima serie (2008-2014)

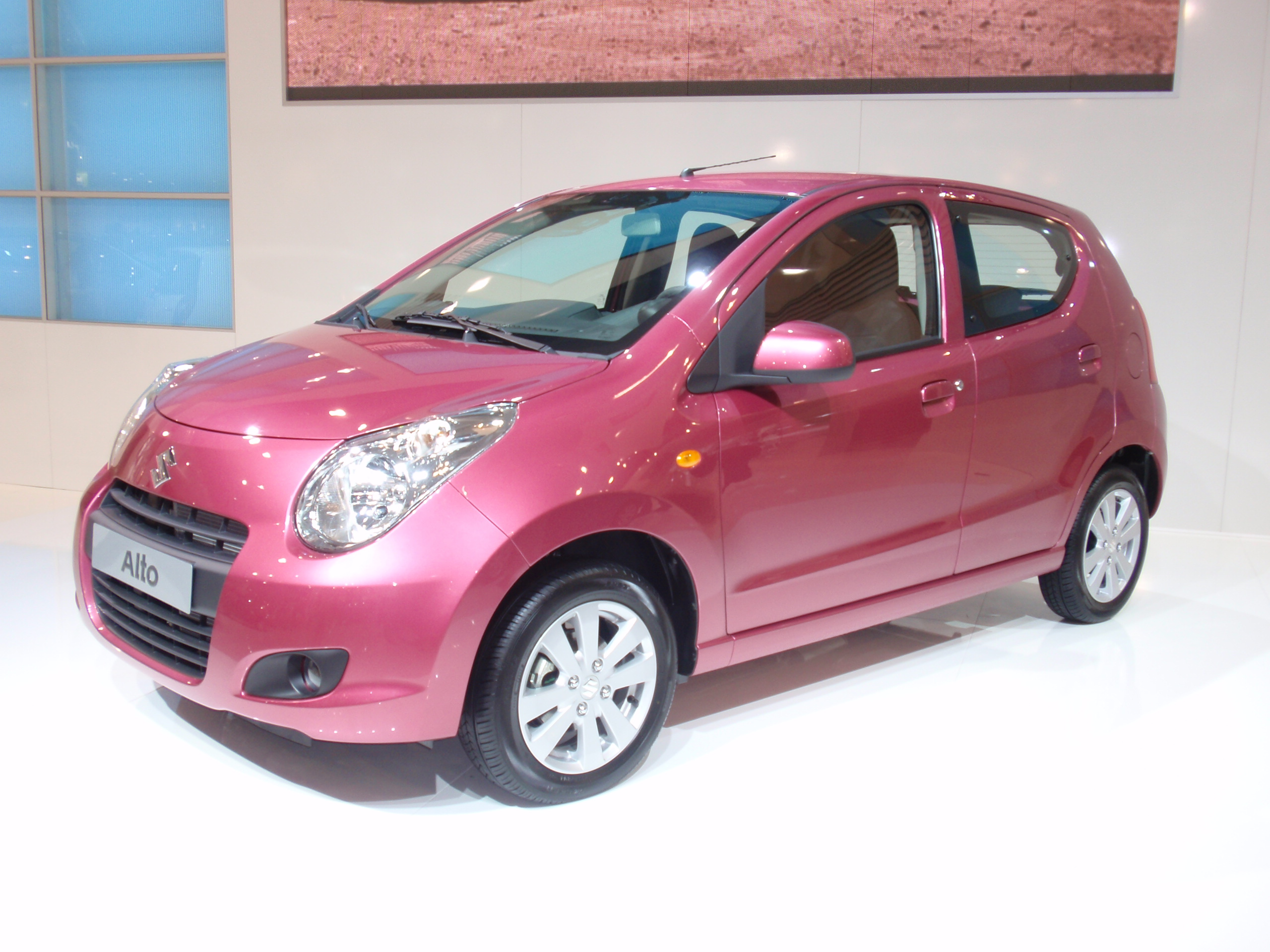
Suzuki Alto 7ª serie

Anticipata dalla concept car Suzuki A-Star esposta al salone dell'automobile di Francoforte 2007, la settima serie debutta al Salone Internazionale di Parigi nel 2008, mentre la commercializzazione in Europa è stata annunciata per i primi mesi del 2009. Frutto di una joint-venture con la Nissan (che propone la versione gemella Pixo), viene sempre assemblata dalla Maruti in India.
Il motore è un nuovo 3 cilindri in alluminio di 1 litro (998 centimetri cubi) che eroga 68 cavalli ed emette solo 103 grammi di CO2 (122 la versione dotata del cambio automatico). La trazione è anteriore come per tutte le serie precedenti, mentre la piattaforma che funge da base è completamente nuova. Il cambio è un manuale a 5 marce oppure un automatico a 4. Il bagagliaio misura soli 129 litri di volume che salgono a 367 con il divano reclinato, mentre su questa generazione i finestrini posteriori non scendono nelle porte ma si possono aprire solo col metodo "a compasso". Sottoposta ai crash test Euro NCAP nel 2009 la vettura ha totalizzato un punteggio di 3 stelle.
Sul mercato indiano viene venduta come Maruti A-Star e la produzione è iniziata nel novembre 2008. Viene sostituita sul mercato europeo ed asiatico nel 2014 dalla Celerio mentre sul mercato giapponese viene sostituita da una nuova generazione.

### Motorizzazioni
| Modello | Disponibilità | Motore      | Cilindrata (cm³) | Potenza       | Coppia max (Nm) | Emissioni CO2 (g/Km) | 0–100 km/h (secondi) | Velocità max (Km/h) | Consumo medio (Km/l) |
| 1.0     | dal 2008      | Benzina     | 996              | 50 Kw (68 Cv) | 90              | 103                  | 14.0                 | 155                 | 22.7                 |
| 1.0 GPL | dal 2008      | Benzina/GPL | 996              | 49 Kw (67 Cv) | 90              | 93                   | 14.0                 | 152                 | 17.9                 |

## Ottava serie (2014-2021)

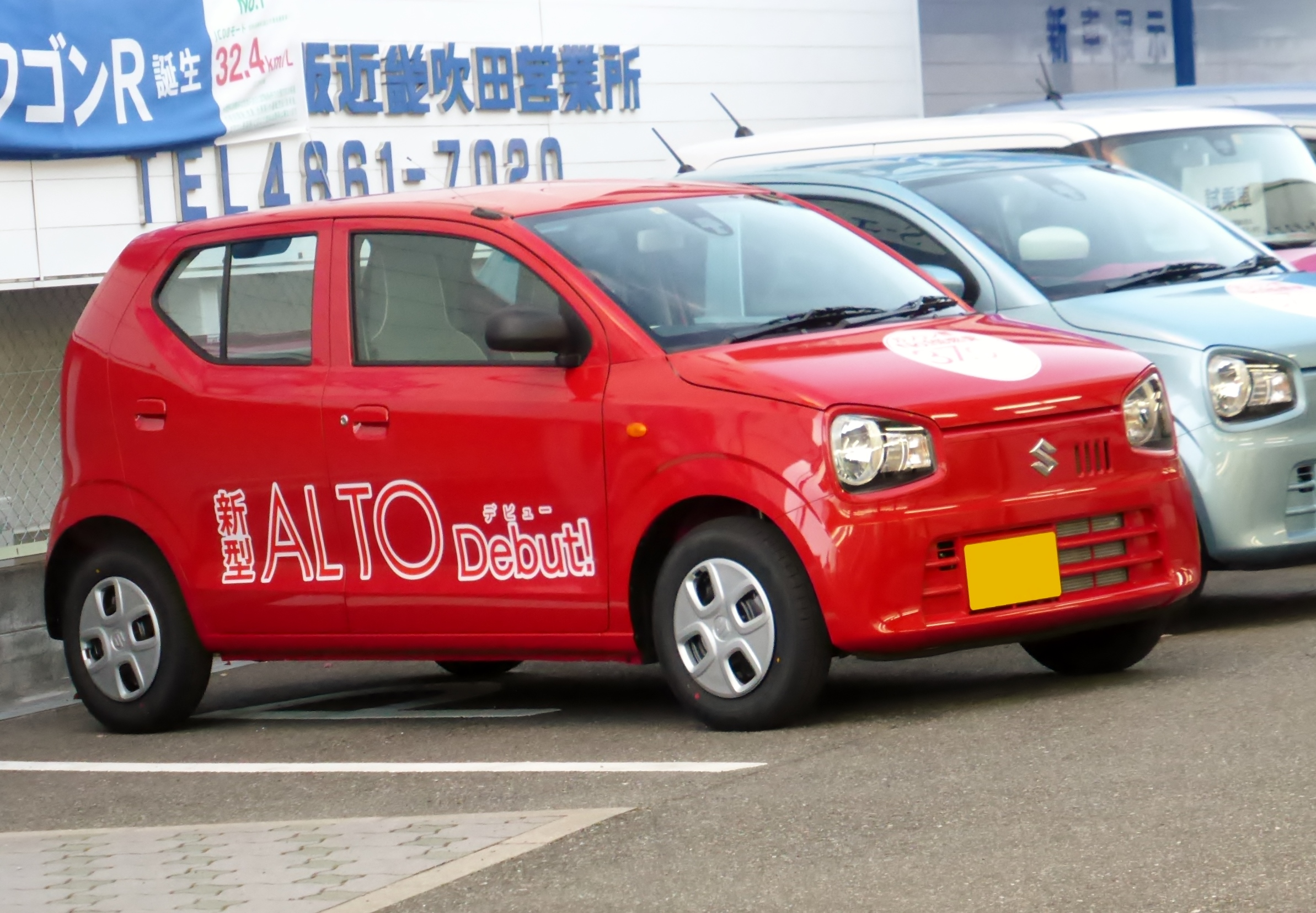
L’ottava generazione della Suzuki Alto

L’ottava generazione della Suzuki Alto viene svelata nel dicembre del 2014 in Giappone ed è un modello progettato esclusivamente per il mercato domestico che rientra nella categoria delle Keicar. Globalmente la precedente serie viene sostituita dalla Suzuki Celerio.
L’ottava serie nasce su una nuova piattaforma modulare realizzata da Suzuki appositamente per Keicar giapponesi e viene sviluppata nell’ambito del progetto Green Technology che prevede la realizzazione di veicoli utilizzando tecnologie in grado di renderli meno inquinanti e più leggeri. La carrozzeria è lunga 3,39 m e complessivamente è più leggera di 60 kg grazie all’utilizzo una quantità maggiore di acciaio alto resistenziali per la scocca, 5 sono le porte e il passo è stato allungato fino a 2,460 m per rendere l’abitacolo più spazioso. Lo schema meccanico utilizza una sospensione anteriore di tipo MacPherson a ruote indipendenti di nuovo disegno, e nuova è anche la sospensione posteriore a ponte torcente disponibile sul modello a trazione anteriore che è più compatta nel disegno e più leggera; la versione a quattro ruote motrici eredita lo schema della precedente Alto 4x4 giapponese. 
Il motore è il nuovo tre cilindri da 660 cm³ facente parte della famiglia motoristica R06A ed eroga 54 cavalli nella versione aspirata e 64 cavalli nella versione dotata di turbo compressore.
Nell’aprile del 2019 la Alto giapponese debutta in Pakistan assemblata dalla filiale locale del costruttore.

## Nona serie (dal 2021)

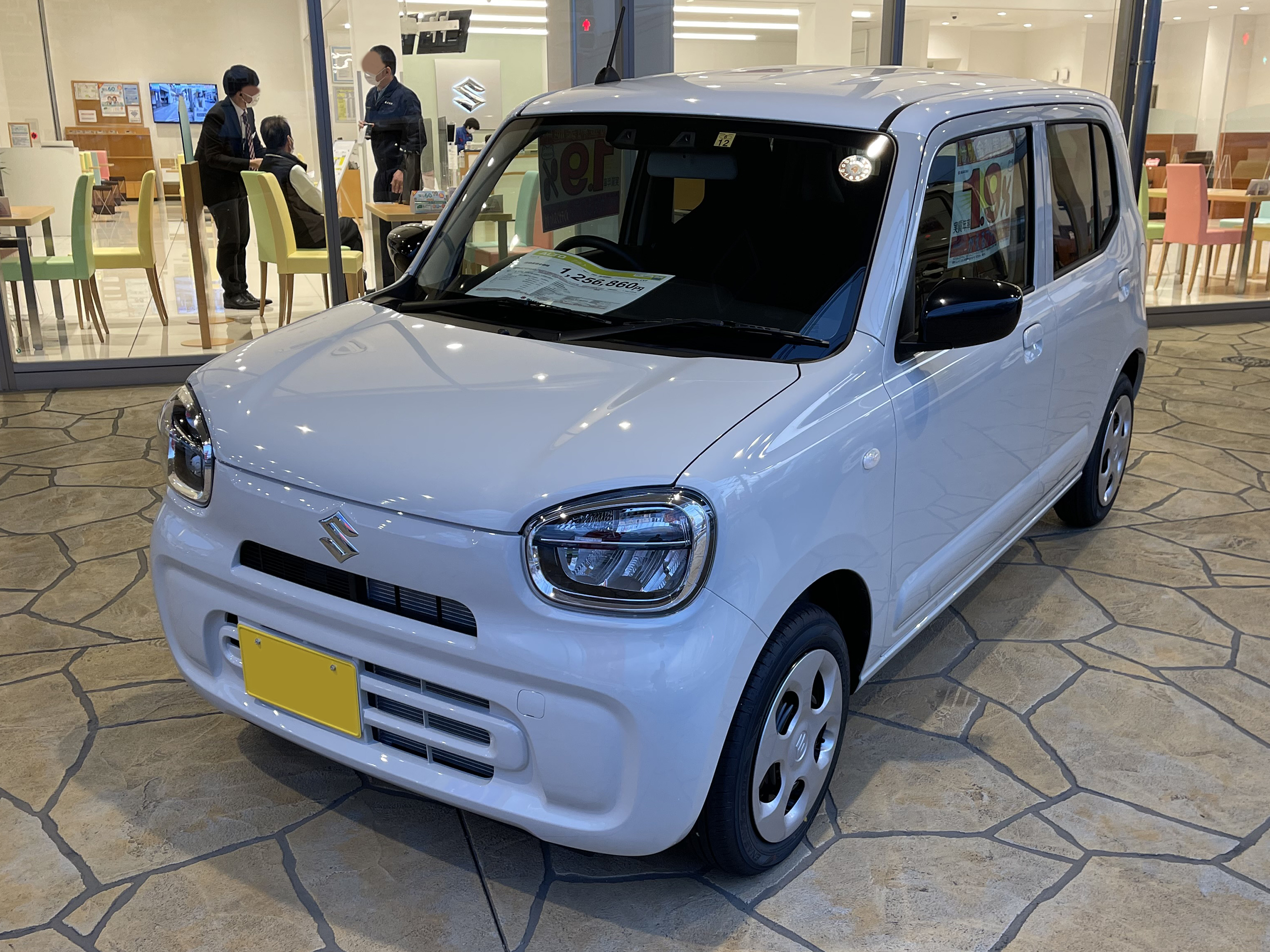
La nona generazione

La nona generazione è stata svelata in Giappone nel dicembre del 2021. Viene sempre realizzata sulla piattaforma HEARTECT e resta un modello esclusivo per il mercato giapponese omologato come keicar. Adotta la stessa motorizzazione da 660 cm³ a tre cilindri benzina della vecchia serie a cui si aggiunge il nuovo 660 R06D dotato di tecnologia mild hybrid. Entrambi i motori sono abbinati ad una trasmissione CVT; inoltre con la nona generazione non viene più offerto il cambio manuale.
Il disegno degli esterni è opera di Alessandro Di Gregorio, designer del Centro Stile Europeo di Suzuki: esteticamente il corpo vettura presenta linee più morbide, amichevoli e meno spigolose pur richiamando il design della precedente. Il parabrezza è meno inclinato per render l’abitacolo più spazioso e l'altezza totale è aumentata. 
Quattro allestimenti sono disponibili: "A" e "L" per la 660 e le versioni "S" e "X" per i modelli mild hybrid.
Dall'accordo di badge engineering con Mazda la vettura viene venduta anche come Mazda Carol.